# Classe Golden
La classe Golden è una serie di 11 navi portacontainer costruite dalla giapponese Imabari Shipbuilding per la taiwanese Evergreen Marine a partire dal 2015. La capacità teorica massima delle navi è compresa tra 20 124 e 20 388 unità equivalenti a venti piedi (TEU).

## Storia
Costruite secondo il progetto Imabari 20000 sviluppato dalla Imabari Shipbuilding alla fine 2015, le 11 navi sono di proprietà della Shoei Kisen Kaisha, una sussidiaria della stessa Imabari, e noleggiate sin dalla loro costruzione alla Evergreen Marine.
La prima nave della serie, battezzata Ever Golden e dalla capacità di 20 338 TEU, è stata consegnata il 30 marzo 2018.
A partire dalla Ever Glory, consegnata il 9 maggio 2019, le navi sono state realizzate già dotate di scrubber in modo da contenere l'inquinamento prodotto da questi mastodontici natanti; tali dispositivi sono stati poi installati anche su tutte le navi della serie precedentemente costruite. A causa dello spazio occupato dagli scrubber, la capacità delle navi è scesa di alcune decine di TEU.
Delle undici navi, tutte quante di dimensioni tali da poter essere definite Malaccamax, cinque, tra cui la prima, sono state costruite nel cantiere di Saijō e sei nel cantiere di Marugame. L'ultima nave della serie, battezzata Ever Greet è stata consegnata il 15 ottobre 2019.

## Incidenti e inconvenienti
Il 9 febbraio 2019, la nave Ever Given ha colpito e gravemente danneggiato il traghetto Finkenwerder, di proprietà della HADAG, a Blankenese, vicino al porto di Amburgo. Due minuti dopo la collisione, fu emesso un divieto di traffico sul fiume Elba a causa dei forti venti.

Poco più di due anni dopo, il 23 marzo 2021, sempre la Ever Given ha causato il blocco del traffico navale attraverso il Canale di Suez. Durante la traversata, probabilmente a causa di inaspettate raffiche di vento che soffiavano a più di 70 km/h, la nave si è incagliata, intraversandosi di lato e bloccando il canale, causando uno stop al traffico di merci il cui impatto è valutato decine di miliardi di dollari.

## Elenco delle unità
| Nome                                      | Costruzione n.                         | Numero IMO                             | Consegna                               | Stato                                  | Note                                   | Fonti                                  |
| Cantiere Imabari Shipbuilding di Saijo    | Cantiere Imabari Shipbuilding di Saijo | Cantiere Imabari Shipbuilding di Saijo | Cantiere Imabari Shipbuilding di Saijo | Cantiere Imabari Shipbuilding di Saijo | Cantiere Imabari Shipbuilding di Saijo | Cantiere Imabari Shipbuilding di Saijo |
| ----------------------------------------- | -------------------------------------- | -------------------------------------- | -------------------------------------- | -------------------------------------- | -------------------------------------- | -------------------------------------- |
| Ever Golden                               | 8191                                   | 9811012                                | 30 marzo 2018                          | In servizio                            | Scrubber aggiunti in seguito           | [ 4 ]                                  |
| Ever Genius                               | 8192                                   | 9786815                                | 2 agosto 2018                          | In servizio                            | Scrubber aggiunti in seguito           |                                        |
| Ever Gifted                               | 8182                                   | 9786827                                | 13 dicembre 2018                       | In servizio                            | Scrubber aggiunti in seguito           |                                        |
| Ever Glory                                | 8193                                   | 9786839                                | 9 maggio 2019                          | In servizio                            | Costruita con scrubber                 |                                        |
| Ever Globe                                | 8194                                   | 9786841                                | 10 settembre 2019                      | In servizio                            | Costruita con scrubber                 |                                        |
| Cantiere Imabari Shipbuilding di Marugame |                                        |                                        |                                        |                                        |                                        |                                        |
| Ever Goods                                | 1876                                   | 9810991                                | 5 giugno 2018                          | In servizio                            | Scrubber aggiunti in seguito           |                                        |
| Ever Given                                | 1833                                   | 9811000                                | 25 settembre 2018                      | In servizio                            | Scrubber aggiunti in seguito           | [ 5 ]                                  |
| Ever Grade                                | 1834                                   | 9820855                                | 15 gennaio 2019                        | In servizio                            | Scrubber aggiunti in seguito           |                                        |
| Ever Gentle                               | 1877                                   | 9820922                                | 16 marzo 2019                          | In servizio                            | Scrubber aggiunti in seguito           | [ 6 ]                                  |
| Ever Govern                               | 1878                                   | 9832717                                | 9 luglio 2019                          | In servizio                            | Costruita con scrubber                 | [ 7 ]                                  |
| Ever Greet                                | 1835                                   | 9832729                                | 15 ottobre 2019                        | In servizio                            | Costruita con scrubber                 |                                        |